# 發酵單胞菌屬
发酵单胞菌属（学名：Zymomonas），是鞘脂单胞菌目发酵单胞菌科下的唯一一个属。  

## 下属分类
- 运动发酵单胞菌 Zymomonas mobilis (Lindner 1928) Kluyver and van Niel 1936